# Peter de Bie

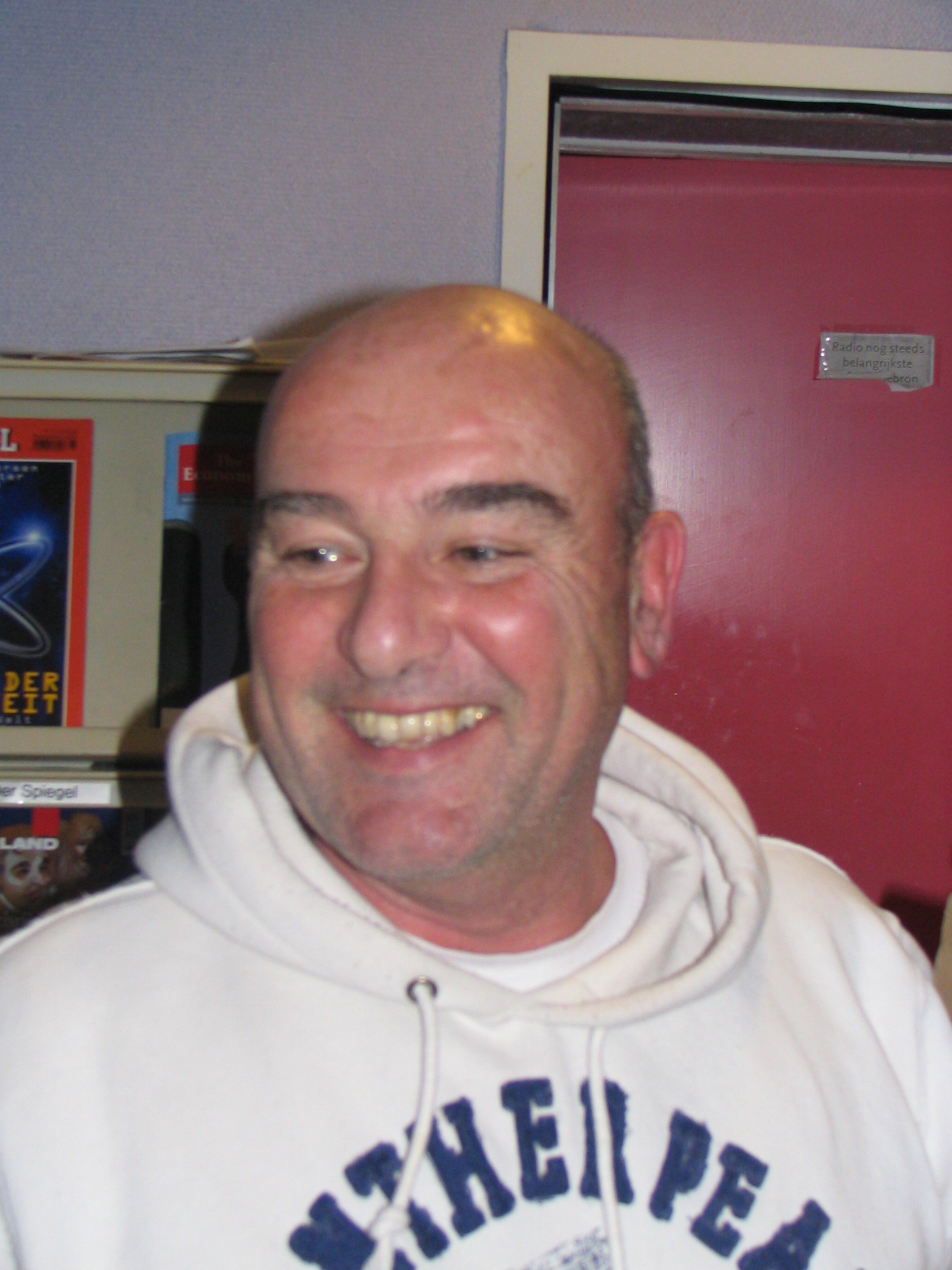
Peter de Bie, 2005

Peter de Bie (* 3. Juni 1950 in Deventer; † 3. Juni 2025 in der Gemeinde Bloemendaal) war ein niederländischer Journalist und Radiomoderator.

## Leben und Wirken
Er besuchte die Hogereburgerschool und studierte zwischen 1972 und 1977 Arbeits- und Organisationspsychologie an der Rijksuniversiteit Groningen.
Ab 1977 war De Bie für den Nederlandse Publieke Omroep, den öffentlich-rechtlichen Rundfunk in den Niederlanden, aktiv. So arbeitete er bei der Rundfunkgesellschaft Katholieke Radio Omroep (KRO) und begleitete dort die Sendung Voer voor Vogels. Von 1980 bis 1988 stand er in Diensten der VARA, wo er u. a. mit dessen Leiter Marcel van Dam die Sendung De Stand Van Zaken gestaltete. Die Sendung erhielt 1984 den Preis Zilveren Reissmicrofoon. 1983 erhielt er für die Reportage über eine seinerzeit bekannte Komapatientin (Zaak-Ineke Stinissen) den J.B. Broekszprijs.
Von 1989 bis 1995 war De Bie für die Rundfunkgesellschaft TROS tätig; hier war er der Redakteur der Nachrichtensendung TROS Aktua und gestaltete einige Dokumentationen. Zwischen 1998 und 2000 war er Endredakteur der von Antoinette Hertsenberg präsentierten Verbrauchersendung TROS Radar.
Ab 1994 moderierte er die Radiosendung TROS Nieuwsshow auf NPO Radio 1, ab Oktober 1996 unterstützt von Mieke van der Weij. Mit Francisco van Jole moderierte er 2010 die Sendung TROS Radio Online. Von 2010 bis 2011 saß er mit Tineke Verburg in der Sendung TROS in Bedrijf vor dem Mikrofon.
Von 2014 bis 2017 führte er durch die Sendung AVROTROS Nieuwsshow und ab Januar 2018 moderierte er das Nieuwsweekend des Omroep MAX.
Im Jahr 2022 war er jedoch längere Zeit nicht bei der Sendung Nieuwsweekend zu hören. Am 17. Dezember 2022 zog er sich dann aus gesundheitlichen Gründen vollständig von der Sendung zurück. Er gab bekannt, dass er an einer seltenen Staphylokokkeninfektion leide, die ihm das Gehen schwer macht und er für die Genesung zunächst ein halbes Jahr annahm. Später musste ihm ein Unterschenkel amputiert werden.

## Privatleben
Peter de Bie heiratete im Jahr 2000 die Rundfunksprecherin, Moderatorin und Schauspielerin Dieuwertje Blok. Sie verstarb im März 2025. De Bie starb drei Monate später durch Sterbehilfe an seinem 75. Geburtstag. Den Freitod wählte er nach eigenem Bekunden aus Furcht vor einem fremdbestimmten Leben in Pflegeeinrichtungen.